# Coq-de-roche péruvien
 (février 2024).
Si vous disposez d'ouvrages ou d'articles de référence ou si vous connaissez des sites web de qualité traitant du thème abordé ici, merci de compléter l'article en donnant les références utiles à sa vérifiabilité et en les liant à la section « Notes et références ».
Rupicola peruvianus
Espèce
Statut de conservation UICN

 LC  : Préoccupation mineure
Statut CITES
Le Coq-de-roche péruvien,, (Rupicola peruvianus) ou Tunqui[réf. nécessaire] (du quechua : tunki) est une espèce de passereaux de la famille des Cotingidae. C'est l'oiseau national du Pérou.
L'espèce la plus proche est le Coq-de-roche orange (Rupicola rupicola). Le Coq-de-roche péruvien habite les bois de la Haute Forêt du Pérou et de la forêt bolivienne, et il est distribué tout au long des bois de montagne du flanc oriental andin dès la Colombie jusqu'à la Bolivie.
Les Coqs-de-roche péruviens sont classés dans la famille des Cotingidés, mais quelques auteurs les classent dans une famille exclusive avec l'autre espèce de Coq-de-roche : les Rupicolidae[réf. nécessaire].

## Caractéristiques

### Anatomie

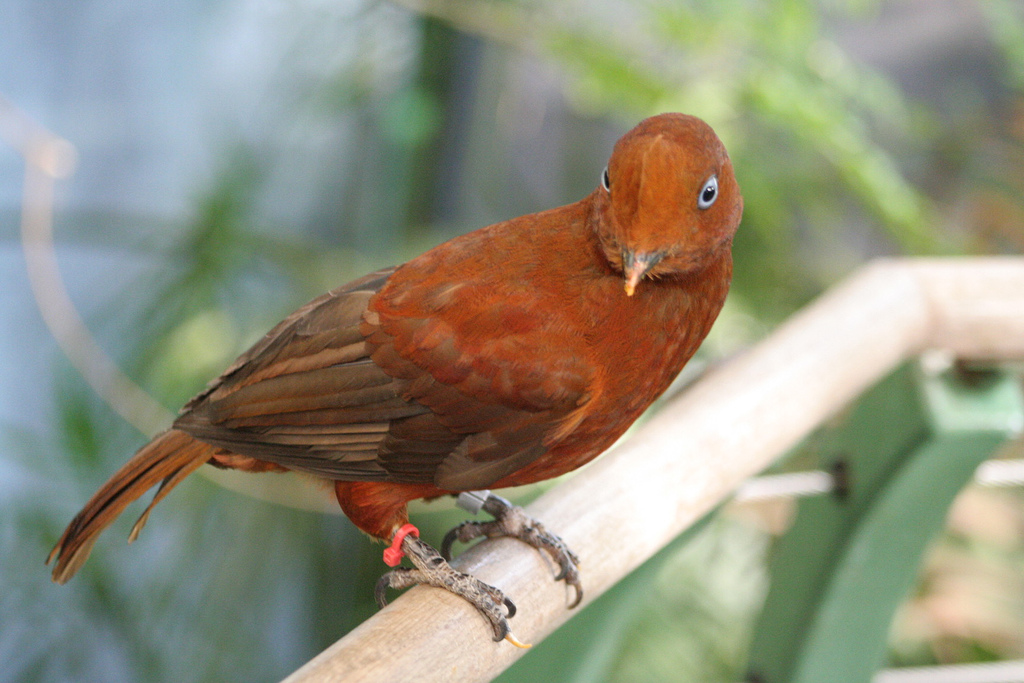
Femelle de coq-de-roche.

Le Coq-de-roche péruvien est un oiseau de taille moyenne (32 cm). Il existe un dimorphisme sexuel très net : tandis que le mâle est d'une couleur rouge-orange bien intense, avec un bec et des pattes de couleur jaune-orange, une crête dressée sur le bec et le front, des ailes et une queue noires et quelques plumes grises dans les ailes; la femelle est complètement de couleur marron-rouge foncé et elle a une crête plus petite (cette combinaison des couleurs lui permet de se cacher entre les branches des arbres).
Le bec est similaire à celui des Galliformes ; les pattes et les doigts sont forts. Malgré les couleurs criardes des mâles, ce n'est pas facile de les observer en dehors de l'époque de la parade nuptiale car ils sont farouches et habitent des endroits inaccessibles.

### Habitat et coutumes

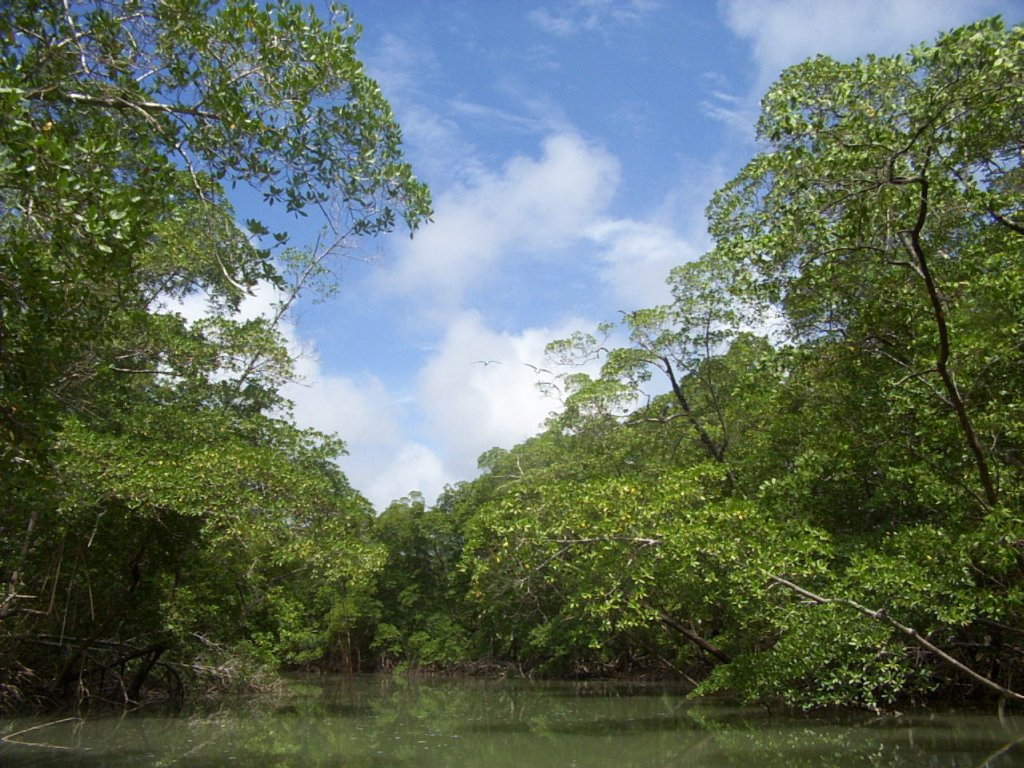
Une vue de la forêt amazonienne, où le Coq-de-roche péruvien habite.

La distribution géographique du Coq-de-roche péruvien s'étend du Venezuela jusqu'à la Bolivie, à travers la Colombie, l'Équateur et le Pérou, entre 1 400 et 2 500 mètres d'altitude, dans les bois humides et denses de la région amazonienne ainsi qu'à l'ouest des Andes.
Le Coq-de-roche péruvien n'est pas trouvable partout dans la Haute Forêt. Il préfère certaines zones des bois qui sont généralement situées près des ruisseaux, et qui ont des surfaces rocheuses ou des pentes. Il est en général un oiseau silencieux, qui seulement émet des sons lorsqu'il est en période de parade nuptiale, quand il est effrayé ou loin de son territoire.

#### Reproduction
En période de parade nuptiale, plusieurs mâles se réunissent dans une zone bien définie, l'aire de parade ou lek. Ils sont environ 40 sur un espace d'approximativement un demi-mètre, où ils espèrent être choisis par la femelle.

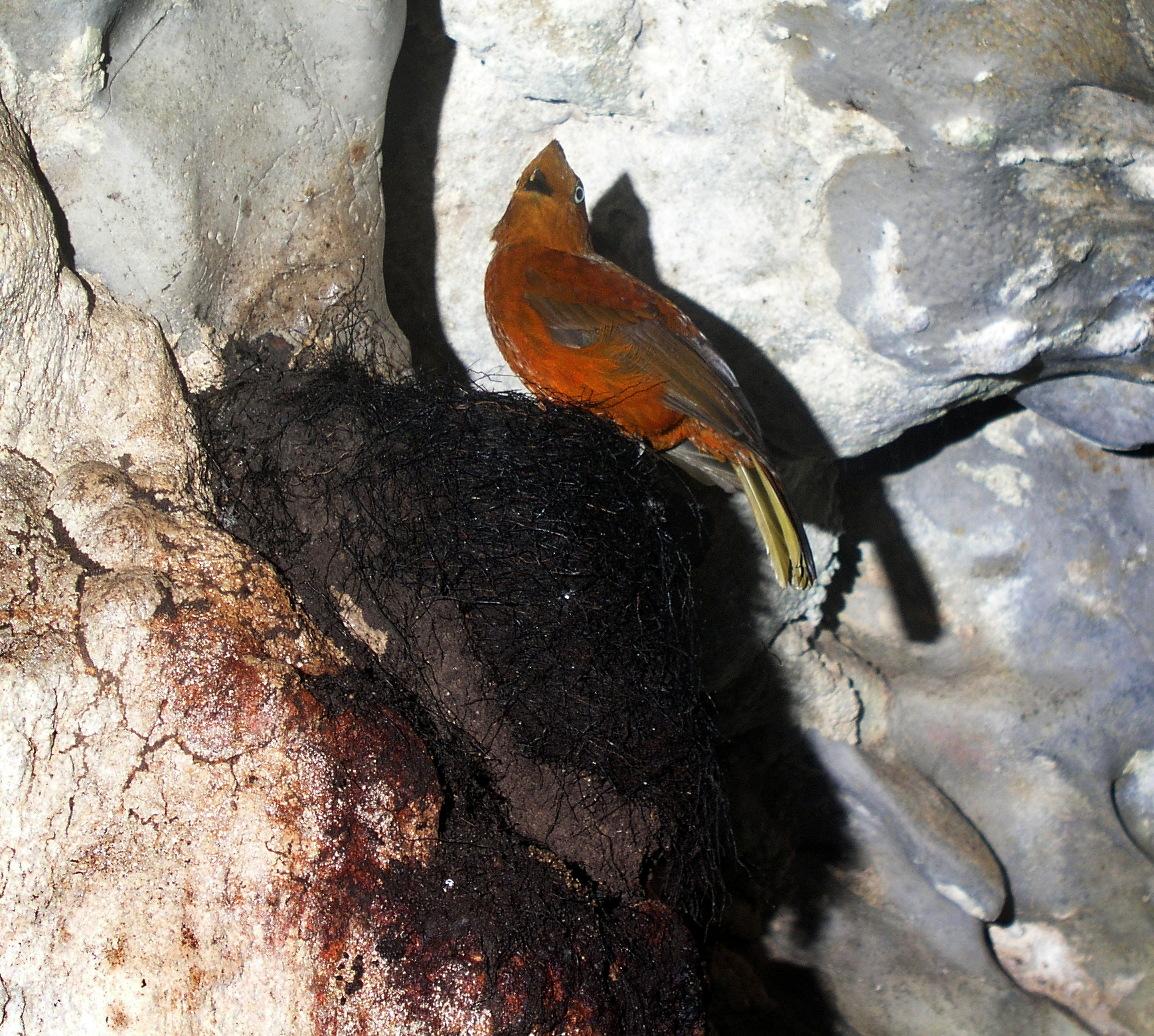
Femelle du Coq-de-roche au nid, Cueva del Higueron, Aguas Verdes, Pardo Miguel, Rioja, San Martin, Pérou.

Dans les premiers moments de la parade nuptiale, la crête et les plumes du mâle se hérissent, changeant complètement l'apparence de l'animal. Ils émettent deux sons différents à la fois : un type de craquement qu'ils produisent avec le bec et un sifflement décroissant comme une conséquence de la perforation de l'une des plumes de l'aile. Quand la femelle s'approche du lek, les mâles s'efforcent de l'attirer. Cette danse dure jusqu'à ce que la femelle s'approche d'un mâle pour s'accoupler.
Les mâles essaient d'attirer les femelles vers les lek traditionnels pendant presque toute l'année. L'accouplement est l'unique moment où les sexes se rencontrent : les femelles effectuent seules toutes les activités nidificatrices.
Les Coqs-de-roche péruviens nichent sur les surfaces rocheuses, près de l'eau. Ils font leurs nids avec des mousses, des lichens et des autres matériaux d'origine végétale. Pendant l'époque d'incubation, il devient très difficile de détecter les femelles à cause de leur couleur qui imite celle des roches et des matériaux du nid. Elles pondent deux œufs. L'époque de reproduction est comprise entre les mois de janvier et septembre.

#### Alimentation
Le Coq-de-roche péruvien est un oiseau presque exclusivement frugivore, sauf les poussins, qui sont nourris avec des insectes pendant la première semaine après leur naissance.